# إرنست كاب
إرنست كاب (بالألمانية: Ernst Kapp)‏ هو جغرافي وفيلسوف ألماني، ولد في 15 أكتوبر 1808 في لودفيغسشتادت في ألمانيا، وتوفي في 30 يناير 1896 في دوسلدورف في ألمانيا.